# De spiegel (1975)
De spiegel (Russisch: Зеркало, Zerkalo) is een film uit 1975 van de Russische regisseur Andrej Tarkovski.

## Verhaal
De film De spiegel gaat over de gedachten en de gevoelens van Aleksej en de wereld om hem heen. De film heeft geen conventioneel plot en de handelingen verlopen niet chronologisch. Er wordt in de film gewisseld tussen drie verschillende periodes; de vooroorlogse tijd, de oorlog en de jaren 60.

## Rolverdeling
| Acteur                  | Personage                                                      |
| ----------------------- | -------------------------------------------------------------- |
| Margarita Terechova     | moeder/Natalia                                                 |
| Ignat Daniltsev         | Aleksej/Ignat                                                  |
| Larisa Tarkovskaja      | Nadezjda                                                       |
| Alla Demidova           | Lisa                                                           |
| Anatoli Solonitsyn      | de arts en de voetganger                                       |
| Tamara Ogorodnikova     | de vreemde vrouw aan de tafel (verwijzend naar Anna Achmatova) |
| Maria Visjnjakova       | moeder, een oude vrouw                                         |
| Innokenti Smoktoenovski | verteller (teksten)                                            |
| Arseni Tarkovski        | verteller (gedichten)                                          |